# David Maneiro
David Maneiro (ur. 16 lutego 1989) – andorski piłkarz, grający na pozycji obrońcy w andorskim klubie Atlètic d’Escaldes.

## Kariera klubowa
Swoją karierę piłkarską rozpoczął w hiszpańskim klubie FC Andorra, gdzie przez wiele sezonów występował kolejno na siódmym, szóstym i piątym poziomie rozgrywkowym w Hiszpanii. W 2013 postanowił dołączyć do andorskiego zespołu UE Santa Coloma. Wygrał z nim dwukrotnie Puchar Krajowy w sezonach 2015/16 i 2016/17. W lipcu 2019 przeszedł do Atlètic d’Escaldes.

## Sukcesy

### UE Santa Coloma
- Puchar Andory: 2015/16, 2016/17